# Cepora asterope
Cepora asterope is een vlindersoort uit de familie van de Pieridae (witjes), onderfamilie Pierinae.
Cepora asterope werd in 1819 beschreven door Godart.